# Die Besteigung des Rum Doodle
Die Besteigung des Rum Doodle (The Ascent of Rum Doodle) ist ein 1956 erschienener, kurzer satirischer Roman des Briten William Ernest Bowman (1911–1985). Bowman parodiert mit der Schilderung einer Expedition auf den 40.000½ Fuß hohen Berg Rum Doodle im fiktiven Land Yogistan den bombastischen Schreibstil, der für britische Expeditionsberichte im Zeitraum von 1930 bis 1950 typisch war. Beeinflussend für Bowmans Roman waren vor allem der Bericht von Bill Tilman über die Erstbesteigung des Nanda Devi sowie der Bericht von Maurice Herzog über die Erstbesteigung des Annapurna.
Während das Buch bereits in den 1950er Jahren ins Französische, Spanische und Dänische übersetzt wurde, erschien die erste deutschsprachige Ausgabe erst 2013 (übersetzt von Wolfgang Colden und Michael Hein). Im englischsprachigen Raum wurde der Roman seit den 1950er Jahren mehrfach neu aufgelegt und von der britischen Zeitung The Guardian in ihren 2009 veröffentlichten Literaturkanon 1000 Novels everyone must read („1000 Romane, die jeder gelesen haben muss“) aufgenommen. Margarete von Schwarzkopf nannte den Roman in ihrer Buchkritik liebenswert skurril und eine gelungene Politsatire auf Größenwahn, Ehrgeiz, Stolz und Vorurteil.

## Inhalt
Expeditionsleiter „Binder“ wird vom „Rum Doodle-Ausschuss“, geleitet von Sir Hugeley Havering, beauftragt, für eine Expedition auf den Rum Doodle, den höchsten Berg der Welt, ein geeignetes Team zusammenzustellen. Binder, dem Ich-Erzähler, gelingt dies, und bildet eine Gruppe, welche alle notwendigen Eigenschaften auf sich vereint:
- Burley ist der „starke“ Mann, dessen Tatkraft das Team antreiben soll
- der Linguist Constant soll die Verständigung mit den Yogistanis sicherstellen
- Jungle wird als Navigator und Wegbereiter dienen
- Prone ist der Expeditionsarzt
- Shute wird mit seiner dreidimensionalen kinematografischen Farbkamera die Höhepunkte der Expedition festhalten
- Wish ist der begleitende Wissenschaftler

Es erweist sich jedoch schnell, dass die Expeditionsteilnehmer in ihrem jeweiligen Kompetenzfeld spektakulär unfähig sind. Pfadfinder Jungle ist außerstande, den ersten Treffpunkt in London zu finden (und meldet sich per Telegramm, sobald er den Polarstern gesehen hat), und führt später die Expeditionsteilnehmer im Kreis, weil er vergisst, die Arretierung seines Kompasses zu lösen. Burley unterliegt Anfällen von verschiedensten „Trägheiten“ wie Basislager-, Gletscher- und Schlafsackträgheit. Prone durchlebt am eigenen Leib eine nicht endende Serie von Krankheiten, darunter so ausgefallene wie „bayerische Masern“ und das Ergebnis jedes wissenschaftlichen Experiments von Wish endet mit der Zahl 153 – egal ob es die Höhe über Meer ist, oder Temperatur. Expeditionsleiter Binder zieht sich regelmäßig zurück, um über Führungsqualitäten zu meditieren und versucht seine Expeditionsmitglieder in tiefenpsychologische Gespräche zu verwickeln. Dank Constants sprachlicher Fähigkeiten wird die Expedition beinahe nicht von 3000, sondern 30.000 yogistanischen Trägern begleitet, der Rest kann nur durch entsprechende Zahlungen von Tätlichkeiten zurückgehalten werden. Ihre generelle Unfreundlichkeit schlägt nach jedem Kontaktversuch in offene Feindseligkeit um. Binder reagiert auf jedes Missgeschick mit britischer Gelassenheit, denn schon der Expeditionsausschuss hat ihm folgende Weisung mit auf den Weg gegeben: „Den Mont-Blanc über die Grépon-Route zu besteigen ist eine Sache, den Rum Doodle zu besteigen ist, wie Totter einmal gesagt hat, eine völlig andere.“
Binder gelingt es letztendlich mit einem seiner Expeditionsteilnehmer, den Gipfel zu ersteigen – jedoch leider den des falschen Berges. Die Expedition ist trotzdem erfolgreich, denn die yogistanischen Träger tragen Prone auf Grund eines Missverständnisses auf den Gipfel des Rum Doodle.

## Wirkung
Der Roman steht in dem Ruf, unter Bergsteigern einen Kultstatus zu genießen. In Kathmandu trägt ein Restaurant und Bar die Bezeichnung „Rum Doodle“. Es gilt als populärer Treffpunkt von Expeditionen, die die Besteigung des Mount Everest planen. Ein kleiner Berg der antarktischen Masson Range trägt, inspiriert von dem Roman, offiziell die Bezeichnung Rumdoodle Peak.

## Einzelbelege
1. ↑   Webpage des Restaurants in Kathmandu aufgerufen am 8. November 2013
2. ↑   Webpage, die das Wetter des Rumdoodle-Peaks vorhersagt aufgerufen am 8. November 2013